# ふうちょう座カッパ1星
ふうちょう座κ1星はふうちょう座にある変光星。

## 概要
ガイア計画による年周視差の測定では、地球から約1070光年離れた距離にあるとされる。27秒離れたところに見える11等星とは年周視差が大きく異なり、連星ではなく見かけの二重星の関係にある。爆発型変光星に分類されるB型主系列星で、1.238日の周期で5.43等から5.61等まで変光する。分光スペクトル中に水素の顕著な輝線が見られる「Be星」に分類される。